# Cactus (Teksas)
Cactus je grad u američkoj saveznoj državi Teksas. Prema popisu stanovništva iz 2010. u njemu je živjelo 3.179 stanovnika.